# Kepler-22
Kepler-22 este o stea din secvența principală și de tip spectral G5, asemănătoare cu Soarele, dar cu metalicitate mai mică de jumătate, situată la circa 620 de ani-lumină  /  190 de parseci de Sistemul Solar, în constelația Lebăda.
Este localizată pe următoarele coordonate astronomice: Ascensie dreaptă 19h 16m 52.2s, Declinație +47° 53′ 4.2″.
Cu o magnitudine aparentă de 11,7 , această stea nu poate fi observată cu ochiul liber. Poate fi observată cu ajutorul unui telescop / unei lunete având deschiderea de cel puțin 10 cm (4 țoli).

## Sistem planetar

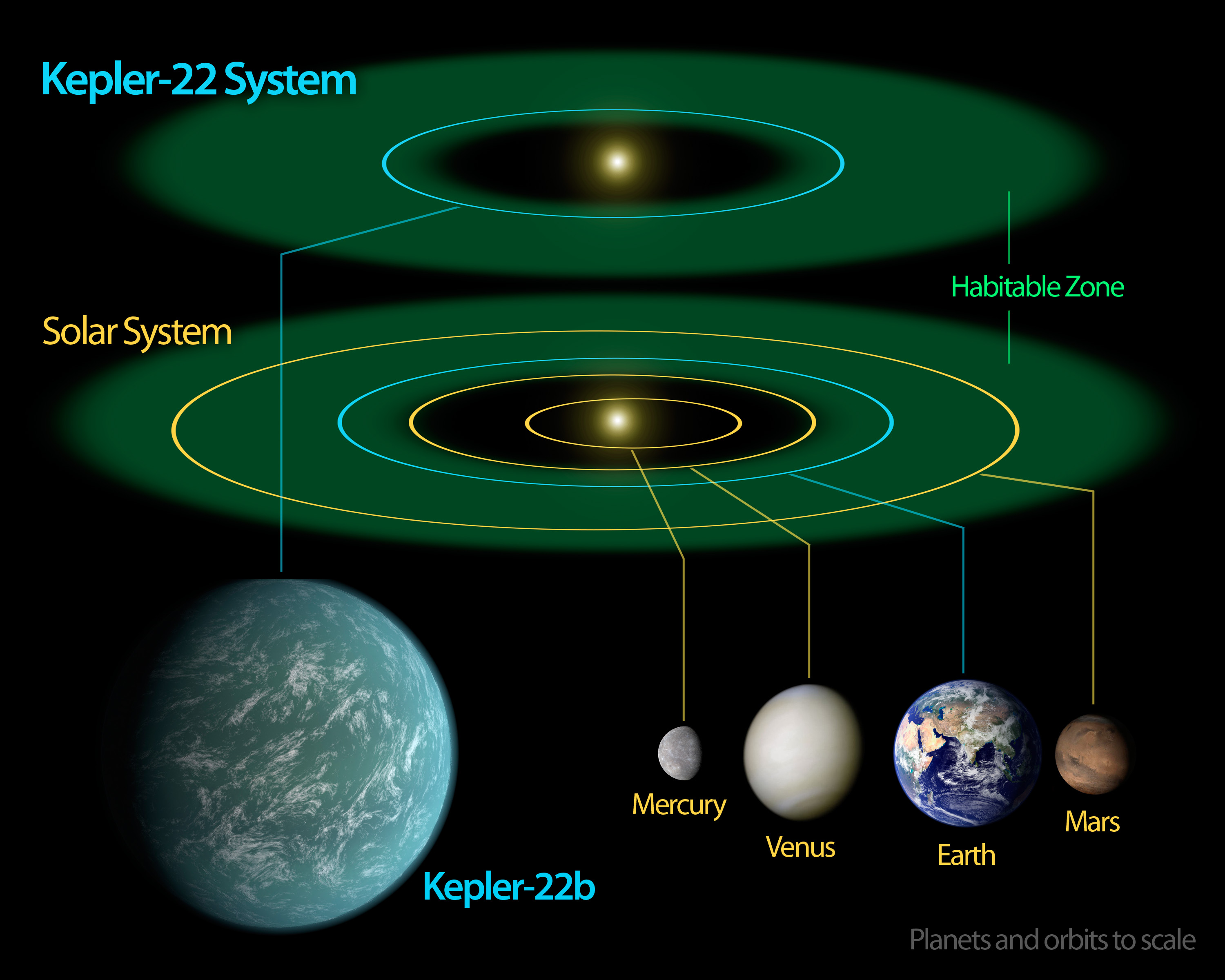
Taliile comparate ale exoplanetei Kepler-22 b cu planetele telurice ale Sistemului nostru Solar.

Un sistem planetar a fost detectat prin metoda tranziturilor în jurul acestei pitice galbene cu ajutorul telescopului spațial Kepler, în acest caz o exoplanetă, care a primit denumirea de Kepler-22 b, de două ori și jumătate mai mare și de 14 ori mai voluminoasă decât Terra, însă cu masă necunoscută și care are particularitatea de a orbita în zona locuibilă a stelei.